# 라틴아메리카·카리브 해 정당 상설 회의
라틴 아메리카·카리브 해 정당 상설 회의(영어: Permanent Conference of Political Parties of Latin America and the Caribbean, 프랑스어: Conférence permanente des partis politiques d'Amérique latine et des Caraïbes, 스페인어: Conferencia Permanente de Partidos Políticos de América Latina y el Caribe, 약칭 COPPPAL)는 라틴 아메리카와 카리브해 국가의 중도좌파 정당들의 국제적 연맹체이다. 본부는 아르헨티나 부에노스아이레스에 있다.

## 같이 보기
- 상파울루 포럼